# Sardeati
Sardeati su ilirsko pleme za koje rimski povjesničari kažu da pripada salonitanskom zaleđu, smješteno sjeverno od Knina i oko gornjeg toka Une. Bilo je to pleme srednje veličine s 52 dekurije (roda). Njegovo ime nije epigrafski potvrđeno punim imenom, in situ, nego samo u literarnim izvorima, što stvara poteškoće i s njegovim lociranjem. Ako, naime, eliminiramo Dalmate, koji su u zadinarskoj Dalmaciji zauzimali Duvanjsko, Livanjsko i Glamočko polje, te Dicione na Grahovskom polju i Mezeje na sjeveru između Grmeča i Kozare, pa do Vlašića na istoku, za smještaj Sardeata, metodom eliminacije, ostaje samo područje južnije od Grmeča, i to ono u dolini Unca i eventualno na dijelu Petrovačkog polja. To bi bile granice njihove epihorske civitas i kasnijeg rimskog municipija Sardiaticum - Sardeates.
Kao snažan argumenat za takvu projekciju govori i podatak iz 533. g. o formiranju nove biskupije u Ludrumu (Biskupija kod Knina). Novo-formiranoj biskupiji bile su dodijeljene četiri crkvene župe (parochiae), u stvari četiri (tadašnja) municipija — Magnioticum kod Drniša, Equitinum kod Sinja, Salviaticum na Glamočkom polju, a kao četvrti Sardiaticum = „zemlja Sardeata", koji se ne može lokalizirati oko Šipova, a još manje u sjevernoj Bosni, jer bi to bilo i suviše sjeverno od Ludruma (kod Knina). Ubikaciju Sarziatikuma u dolinu Unca dobro osvijetljava i arheološka topografija ove doline.
Kako to pokazuju brojne ilirske gradine (castella, oppida), koje su redovito smještene po prirodnim uzvisinama na obodu poljâ, dolina Unca je bila dobro naseljena i u pretpovijesno doba. Oko gradina je raspršen veliki broj grobnih tumula (V.Ćurčić ih navodi nekoliko hiljada), od kojih su oni u Drvaru, prekopani oko 1890. g., dali pretežno halštatski materijal. Centar predrimske plemenske zajednice se, po svoj prilici, nalazio u Bastasima, najžupnijem dijelu kotline, oko Gradine koja leži sjeveroistočno od sela, i oko Obljaja, zapadno od Bastasa, s obje strane Unca. Gradina, na desnoj obali rijeke imala je dominantan položaj, s trostrukim nasipom na vrlo istaknutom položaju. Na Gradini su se sačuvali i temelji rimske četvrtaste utvrde (kule), moguće još iz vremena pacifikacije zemlje. Ostaci pretpovijesnog utvrđenja nalaze se i na Obljaju (680 m), zapadno od sela.
Rimljani i ovo područje konačno osvajaju 9. god. n.e, nakon propasti Batonovog ustanka. Antički Drvar, a s njim i cijela dolina, svojim položajem dobiva veliki prometni značaj. Ovuda prolazi itinerarska ceste Burnum—dolina Sane—Sisak („Via Claudia"), a jedan je put vodio i dolinom Unca, kroz Prekaju, te tako ovu zatvorenu kotlinu vezivao i s cestom koja je prolazila preko Glamočkog polja. I danas postoje miljokazi uz rimski put, na putu prema Oštrelju.Uz pomenute puteve Rimljani grade, najprije fortifikacijske objekte (Drvar selo), ali i naselja. Na Gradini Morača u Vrtoču i danas se dobro naziru temelji neke rimske građevine monumentalnog profila, sudeći po brojnim dobro klesanim kvaderima.
Jedno rimsko naselje se razvilo na lijevoj obali Unca, otprilike 700 metara uzvodno od monumentalnog rimskog objekta na Gradini Morača. Prostiralo se u ravnici na površini od nekoliko hektara, na kojoj se još uvijek nalaze ulomci rimske keramike, opeka i crijepa, pa kamena iz temelja. Odavde potječe i ulomak are s posvetom, te ulomci stupova opeke iz hipokausta i drugo. 1893. g. su otkopani kasno-antički grobovi s presvođenim grobnicama. Iz jednog groba potječe i ulomak nadgrobnog natpisa.
Oko trista metara zapadnije od monumentalne građevine na Gradini Morača, na kosi zvanoj Runikova ili Boderoška gradina, ističu se svojom visinom i kompaktnošću dva paralelna zemljana nasipa s tragovima temelja zidanih u kamenu (debljine 60 cm), što ukazuje na objekt refugijalnog karaktera iz kasne antike.
Rimsko naselje u Vrtoču poniklo je (u socio-urbanističkom smislu) na domaćem ilirskom supstratu, za što govore i dvije ilirske gradine u Vrtoču, obje na desnoj obali Unca.
U Bastasima, Donjim Vrtočama i Drvaru, dakle Donjem Uncu, nađeno je i dosta rimskog novca, što (opet) ukazuje da je ova dolina bila aktivno uključena u prometne i privredne tokove rimske antike.
Tako su Sardeati, autohtono ilirsko pleme, najprije postali romanizirani (pacifikacija, romanizacija kroz uključivnje u svakodnevni rimski život, hristijanizacija), a kasnije i slovenizirani.